# Elantris
Elantris è un romanzo dello scrittore statunitense Brandon Sanderson, appartenente al genere dell'epic fantasy, pubblicato negli Stati Uniti nel 2005 dalla Tor Books ed edito in Italia da Fanucci a partire dal 2013. Rappresenta il primo volume della saga di Elantris ambientata sul pianeta Sel facente parte dell'universo immaginario del Cosmoverso di cui costituisce il primo libro pubblicato.
Nell'ottobre 2015, è uscita un'edizione per il decimo anniversario della sua pubblicazione, contenente 10.000 parole di contenuto aggiuntivo. Nel dicembre 2015, l'Elantris Tenth Anniversary Dragonsteel Leather Edition è stata rilasciata, che comprendeva pagine a colori di opere d'arte correlate a Elantris, nuove mappe ed altro materiale.
Elantris è stato tradotto in bulgaro, cinese, ceco, francese, olandese, tedesco, ebraico, ungherese, italiano, giapponese, polacco, rumeno, russo, spagnolo e turco.

## Trama
Un tempo la città di Elantris era un luogo magico e gli immortali Elantriani erano dei agli occhi delle persone, con la divina capacità di creare e guarire con un semplice gesto di una mano. Chiunque in Arelon aveva il potenziale per diventare un Elantriano attraverso una trasformazione magica conosciuta come Shaod. 
Ma dieci anni fa, un cataclisma noto come Reod ha in qualche modo distrutto la magia di Elantris, gli abitanti della città sono stati "maledetti" e la città è stata isolata dalla società. Chiunque sia colpito dallo Shaod viene ora gettato in Elantris per rimanere lì per sempre, ancora immortale, ma maledetto da fame inestinguibile e dolore insopportabile. La bellissima Elantris è divenuta un luogo di miseria e abbandono, piena di fango, dove l’umanità viene perduta.
Il libro si concentra su tre personaggi principali le cui storie si intrecciano. Gran parte del libro si presenta in gruppi di tre capitoli, uno per ciascuno dei tre personaggi principali. La maggior parte della storia si svolge nel paese di Arelon.

### Personaggi
- Raoden, principe di Arelon, si trasforma in un elantriano all'inizio del libro. Dopo il Reod, gli Elantriani furono maledetti con macchie scure sulla loro pelle e capelli che cadevano. I maledetti non possono morire o essere uccisi se non con misure drastiche, come essere bruciati o decapitati. Una parte importante della maledizione è che i loro corpi non possono guarirsi, quindi continuano a sentire il dolore di una ferita o un livido per sempre. Con il passare del tempo si accumulano le ferite lievi, che alla fine li fanno impazzire. Gli elantriani non hanno bisogno di mangiare, ma provano una fame tormentosa quando non lo fanno. Una volta trasformato Raoden, viene immediatamente mandato in segreto a Elantris mentre suo padre finge la sua morte improvvisa. La sua storia è incentrata sui suoi sforzi per conservare la sua sanità mentale e migliorare lo stile di vita elantriano al di là dell'anarchia in cui la città di Elantris è ceduta dopo il Reod. Lo fa dimostrando le sue incredibili capacità di leader e facendo concentrare gli elantriani sul lavoro, al contrario della loro costante sofferenza. Riesce anche a calmare e disperdere o incorporare le bande che stavano terrorizzando i nuovi Elantriani al loro arrivo.
- Sarene, principessa di Teod, promessa sposa di Raoden prima che fosse maledetto. Raoden non l'ha mai incontrata personalmente, quindi è una sorpresa per lei quando scopre al suo arrivo ad Arelon che sono considerati comunque sposati se uno dei due muore prima del matrimonio in quanto vincolata da un contratto matrimoniale. Vedova di un principe apparentemente morto e un nuovo membro della nobiltà di Arelon per lo più disadattata, fa fatica a scoprire cosa sta succedendo esattamente in tutti gli affari riguardanti la nobiltà, la gente comune oppressa di Arelon ed Elantris, e cosa è successo esattamente al marito deceduto. La trama di Sarene segue i suoi tentativi di stabilizzare e migliorare la monarchia ed il sistema politico, che ha incoraggiato i nobili a maltrattare i contadini in un sistema basato sulla ricchezza, dove si ottengono titoli nobiliari in base a quanto si guadagna, spingendo le persone in una spietata competizione, dove chi non è ricco è praticamente uno schiavo.
- Hrathen, un Derethi gyorn (sacerdote di alto rango) che arriva ad Arelon con il mandato segreto di preparare l’invasione di Arelon da parte del vicino impero di Fjorden e con il mandato ufficiale di convertire il paese alla religione di Derethi entro tre mesi al fine di evitare l'invasione. Diffonde in giro per la nazione la propaganda con l'intenzione di far odiare Elantris dagli Areloniani per poi convertirsi alla religione Derethi. Sfrutta la nobiltà corrotta della regione per raggiungere il suo obiettivo finale, spesso tenendo incontri segreti con loro che implicano la corruzione. La trama di Hrathen si concentra sui suoi sforzi per manovrare politicamente l'aristocrazia di Arelon con l'intenzione finale di collocare un Derethi convertito sul trono.

## Mondo diElantris
I Seon sono sfere di luce fluttuanti e senzienti, con al loro interno disegnato un Aon, che sono legati ad alcuni individui (Radoen e Sarene ne hanno uno). Quando il loro compagno umano è colpito dallo Shaod, essi impazziscono e non sono più se stessi, vagando per Elantris senza una meta.
Fondamentale per la comprensione del mondo di Elantris è il sistema magico Aon. Essi sono i mezzi con cui gli Elantriani eseguono la magia. I nomi di molti personaggi sono variazioni degli Aon, come è consuetudine in questo mondo fantastico. 
Gli Aon (una sorta di rune), il fondamento sia della lingua che della magia in Arelon e nelle sue regioni circostanti. Attraverso di essi si manifesta l’AonDor. Perché un Aon funzioni, deve essere disegnato con assoluta precisione e bisogna volerlo disegnare (occorre l’intenzione, non può essere qualcosa di accidentale); inoltre, l’uso e il potere di un Aon dipendono da quanto si è vicini a Elantris, rivelando che il potere è legato alla terra.
Raoden riscopre molti degli Aon mentre si trova a Elantris, conservati in rotoli che non sono stati consumati dal decadimento della città. Impara a invocare gli Aon, ma scopre che hanno perso il loro potere e questo è la causa ultima del crollo di Elantris. Verso la fine del libro, Sarene aiuta Raoden a scoprire che le forme degli Aon coincidono con punti di riferimento fisici e caratteristiche naturali situate in tutto il paese. Una fenditura massiccia nella terra che ora taglia il paese ha "alterato" questi punti di riferimento, che a loro volta hanno fatto perdere agli Aon il loro potere. "Ricostruendo" gli Aon per incorporare ora la fessura nel loro disegno, Raoden ripristina il potere degli Aon. 
Dopo aver realizzato che Elantris e le sue città circostanti sono solo un grande Aon, traccia una linea gigante per rappresentare la fenditura, che riporta Elantris e gli Elantriani al loro antico splendore.

## Collegamenti con il Cosmoverso
Come molti altri romanzi di Sanderson, tra cui Mistborn, Le Cronache della Folgoluce, Il Conciliatore, Elantris si svolge in un universo noto come Cosmoverso. Sebbene i diversi romanzi, romanzi e serie all'interno del Cosmoverso siano in gran parte narrazioni separate, sono collegati presentando easter egg ad altre opere di Cosmoverso. Una figura misteriosa di nome Hoid appare ad un certo punto in ciascuno dei romanzi e delle serie complete di Sanderson, incluso l'ultimo capitolo di Elantris. Le sue origini e le motivazioni rimangono poco chiare.

## Accoglienza
Elantris ha ottenuto recensioni generalmente positive ottenendo buone recensione da Orson Scott Card che ha elogiato il romanzo e da Kirkus Reviews.

## Opere collegate
Sanderson ha dichiarato di voler realizzare una trilogia con Elantris come primo libro senza però sapere quando riuscirà a scrivere gli altri libri.

### The Hope of Elantris
Nel 2007 è stato pubblicato un racconto e-book intitolato The Hope of Elantris. Inizialmente in vendita su Amazon, Sanderson in seguito lo ha rilasciato sul suo sito quando il contratto con Amazon è scaduto. Sanderson descrive sul suo sito web che gli eventi che si svolgono nell'e-book accadono contemporaneamente agli eventi di Elantris, quindi suggerisce di leggere prima Elantris per il rischio di rovinare alcuni aspetti della storia. L'ispirazione per la storia viene da una storia raccontata da sua moglie Emily quando uscivano insieme nel 2006.

### The Emperor's Soul
Nel 2013, Sanderson ha pubblicato un racconto, The Emperor's Soul, che si svolge nel mondo di Elantris, ma in una regione molto diversa. L'autore afferma che il lettore non ha bisogno di leggere Elantris per capire la trama.
Shai è una ladra e un praticante di falsi magici che è stato arrestato e condannato a morte. I consiglieri corrotti dell'Imperatore si offrono di liberarla se accetta di forgiare una nuova anima per l'Imperatore, a cui è stato lasciato il cervello morto da un tentativo di assassinio. Lei si dice d'accordo, ma intende scappare. Le vengono concessi 100 giorni per forgiare l'anima, il diario dell'Imperatore e Gaotona, l'unica consigliera non corrotta, per un compito che lei ritiene impossibile. Mentre i due studiano insieme il passato dell'Imperatore, Gaotona apprende di più sulla falsificazione, una pratica generalmente detestata, e i due sviluppano un rancoroso rispetto reciproco. Durante questo compito, Shai si rende conto che l'Imperatore era stato un tempo un idealista, ma una vita di svago ha portato alla sua recente indolenza, e decide di creare e modificare l'anima come suo capolavoro, posizionandolo su una strada migliore. Sebbene si presentino molte opportunità, Shai rimanda la fuga fino al termine del lavoro, al che Gaotona la aiuta a conquistare la libertà contro il tradimento dei suoi colleghi. L'Imperatore, con l'anima forgiata, riprende il suo dominio.